# Khashm-el-Girba-Damm
Der Khashm el-Girba-Damm (arabisch خشم القربة, DMG Ḫašm al-Qirba) staut den Atbara im Bundesstaat Kassala im Sudan.

## Stausee
Der vom Khashm el-Girba-Damm gebildete etwa 5 km breite Stausee erstreckt sich über eine Länge von etwa 50 km in nordsüdlicher Richtung vom Ort Khashm el Girba bis einige Kilometer unterhalb der Stadt Showak unweit des Dreiländerecks Sudan – Äthiopien – Eritrea im Südosten der Butana-Steppe. Sein Stauziel liegt auf einer Höhe von 470 m ü. d. M.

## Staudamm
Der Kashm el-Girba-Damm besteht aus einer 47 m hohen Gewichtsstaumauer mit einer Kronenlänge von rund 450 m, 2 × 5 MW Kaplan-Turbinen, 3 × 8 MW Pumpen und 15 Toren. Die Staumauer wird auf beiden Seiten von einem 1800 m bzw. 1500 m langen Staudamm eingefasst.
Der Kashm el-Girba-Damm wurde  1960–1964 gebaut, um den durch den Assuan-Staudamm und den steigenden Fluten des Nassersees vertriebenen etwa 50.000 Einwohnern aus der Gegend von Wadi Halfa in dem Projekt New Halfa eine neue Lebensgrundlage zu geben. Er dient daher vor allem zur Bewässerung dieses Projekts (500.000 Feddan etwa 2100 km²). In der Staumauer ist deshalb ein großes Auslaufbauwerk enthalten, mit dem das meiste Wasser über einen großen Kanal zu den Bewässerungsanlagen abgeführt wird. Sinkt der Wasserspiegel unter das Niveau des Kanals, kann der Kanal mit den Pumpen aus dem dann tiefer liegenden See gefüllt werden.

## Hydrologie
Der Damm staut den Atbara, der wegen seiner hohen Sedimentfracht auch „Schwarzer Nil“ genannt wird. Das angeschwemmte Material lässt den See schnell verlanden. 1974, also zehn Jahre nach der ersten Vollstauung, hatte sich das Volumen bereits von ehemals 1,3 km³ auf 0,66 km³ halbiert. Die Bewässerung des New Halfa Projektes musste deshalb reduziert werden.
Um eine weitere Sedimentation zu reduzieren, wird der Stausee seit 1970 einmal jährlich über den Grundablass der Staumauer vollständig geleert. Dies erfolgt bei ansteigender Flut, um möglichst viele Sedimente auszuspülen. Das dabei auftretende große Fischsterben scheint auf den Fischbestand des Atbara kaum Einfluss zu haben.
Dennoch hat die unzureichende Wasserversorgung des New Halfa Projektes und das Sedimentationsproblem dazu geführt, dass oberhalb von Showak mit dem Bau zweier neuer Staudämme begonnen wurde (Rumela-Damm und Burdana-Damm).
Da der Damm in erster Linie der Bewässerung dient, wird während der Niedrigwasserphase kaum Wasser an den Fluss im Unterwasser abgegeben. Dadurch hat sich die Agrarnutzung am Unterlauf des Atbara infolge das Wassermangels stark verändert.